# Henriette van Lynden-Leijten
Henriette Johanna Cornelia Maria barones van Lynden-Leijten (* 9. Oktober 1950 in Gilze-Rijen; † 5. November 2010 in Sint-Oedenrode) war eine niederländische Diplomatin.

## Leben
Während ihrer diplomatischen Karriere bekleidete sie verschiedene Posten in Kairo, Beirut, London und Brüssel. Von 2001 bis 2005 war sie niederländische Botschafterin in Bulgarien. Für ihre Bemühungen die niederländisch-bulgarischen Beziehungen zu stärken, wurde ihr Juli 2005 von Präsident Georgi Parwanow der Orden „Stara Planina“ 1. Klasse verliehen. Nach ihrer Rückkehr aus Bulgarien wurde sie ihm Außenministerium Direktorin der Abteilung für Nordafrika und den Nahe Osten.
Im April 2009 wurde Van Lynden-Leijten als niederländische Botschafterin beim Heiligen Stuhl ernannt. Im Oktober desselben Jahres erfolgte ihre Akkreditierung. Diesen Posten hatte Van Lynden-Leijten bis zu ihrem Tod inne.
Sie war mit dem niederländischen Journalisten Aernhout baron van Lynden verheiratet. November 2010 starb sie infolge einer Krebserkrankung.